# Памп Бак (Оклахома)
Памп Бак (енгл. Pump Back) насељено је место без административног статуса у америчкој савезној држави Оклахома.

## Демографија
По попису из 2010. године број становника је 175, што је 20 (12,9%) становника више него 2000. године.
| Група             | 2000.       | 2010.       |
| Белци             | 107 (69,0%) | 123 (70,3%) |
| Афроамериканци    | 0 (0,0%)    | 0 (0,0%)    |
| Азијати           | 0 (0,0%)    | 0 (0,0%)    |
| Хиспаноамериканци | 3 (1,9%)    | 0 (0,0%)    |
| Укупно            | 155         | 175         |